# Aralikatti, Belgaum
Aralikatti là một làng thuộc tehsil Belgaum, huyện Belgaum, bang Karnataka, Ấn Độ.